# Pul-i-Alam
Pul-i-Alam (in pashtu: پل علم) è una città dell'Afghanistan, capoluogo della provincia di Lowgar e del distretto di Pul-i-Alam. La popolazione è stimata in 108.000 persone, composta da pashtun e tagiki.
Pul-i-Alam ha subìto importanti lavori di ricostruzione in seguito alla caduta dei talebani.
Il PRT Logar, un provincial reconstruction team della Repubblica Ceca ha sede a Pul-i-Alam.